# 钱惟溍
钱惟溍（?—?），錢塘（今浙江杭州）人。吴越忠懿王錢俶第五子，錢惟演、錢惟濟的兄弟。
钱惟溍随父錢俶降北宋，在宋朝为武卫将军。长兄钱惟濬，安远军节度使、开府仪同三司、检校太师兼中书令、萧国公。次兄钱惟治镇国军节度使、特进、检校太师。三哥钱惟渲，潍州团练使。四哥钱惟灏，昭州刺史。六弟钱惟漼，早年出家为僧，法名净照，后任安国县法华寺住持。七弟衙内都指挥使钱惟演。八弟衙内指挥使钱惟济。